# 사변물
사변물(speculative fiction)은 고전적인 가정을 문제로 제시하고 그 문제를 푸는 시도를 담는 장르이다.
사변 소설은 다양한 방식으로 언급되는데, 어떤 맥락에서 사변 소설은 비현실적인 세계를 다루는 몇몇 소설 장르를 통트는 포괄적인 용어로 쓰이는데, 이때 다루는 장르는 주로 과학 소설, 판타지, 공포 소설, 초자연적 소설(supernatural fiction), 영웅 소설(superhero fiction), 대체 역사, 마술적 사실주의 등이다. 여기서는 사변 소설이 독자나 작가, 편집자에 의해 학술적이거나 관념적인 비평에 쓰인다. 그러나 이러한 맥락에서는 인터넷 사변 소설 자료집(ISFDB)에서 쓰는 것처럼 사변 소설이라는 말로 묶고 있는 각각의 장르가 가진 특징을 담고 있지 못한다.
다른 맥락에서 과학 소설이 가진 본질적 한계에 대한 불만을 표현하기 위해 사변 소설이라는 용어를 쓰기도 한다. 엘리슨의 글에서는 과학 소설가처럼 이 용어가 처박히지 않고 문학적이고 근대적으로 과학 소설의 장르 컨벤션과 주류 평단의 과학 소설에 대한 편견에서 탈출하기를 바랐다. 몇몇 과학 소설 독자나 작가는 사변 소설이 과학 소설에 대항하는 모욕적인 용어이며, 따라서 부정적인 함축이라고 보았다.
사변 소설은 ‘사변 문학(Speculative literature)’이라 불리기도 한다. 영미권에서는 사변 소설을 “spec-fic”, “S-F”, “SF”, “sf” 등으로 줄여 부르는데, 보통은 SF를 과학 소설의 말줄임으로 주로 쓰기 때문에 문맥에 주의해 사용해야 한다.
영어권에서는 과학 소설 science fiction은 보통 줄여서 sci-fi라고 하지 sf라고 잘하지 않은 경향이 있으므로 sf를 혼동할까 한국인들만 주의하면 된다.
사변 소설에 대한 평론을 취급하는 학술 저널은 《Femspec》, 《Extrapolation》, 《Foundation》 등이 있다.

## 역사
사변 소설이라는 이 용어는 1948년 하인라인에 의해서 처음 사용되었다. 그가 이 용어를 사용한 〈사변 소설 쓰기(On Writing of Speculative Fiction, 1948)〉에서 사변 소설은 과학 소설과 같은 말인 양 사용되었고, 이후 그는 용어를 사용할 때 판타지를 포함하지 않았다고 못박았다. 하인라인은 이 용어를 스스로 제안했으나 사실은 1889년 《리핀코츠 먼슬리 매거진(Lippincott's Monthly Magazine)》에서 먼저 이 용어가 사용되었다.
1960년대와 1970년대 초반, 메릴과 같은 여러 작가와 편집자들은 그때까지 창작되었던 과학 소설에 대한 불만을 표현하기 위해 사변 소설이라는 용어를 끌어왔다. 그들은 '과학 소설의 문학으로서의 거듭나기'를 추구하면서 보다 순문학에 가까운 과학 소설을 창작했다. 이 과학 소설의 한 사조를 뉴 웨이브 운동이라고 하며, 뉴 웨이브를 주창한 작가들은 자신들의 소설을 사변 소설이라고 지칭했다. 그러나 그 이름은 1970년대 중반 즈음에는 별로 사용되지 않았다.
최근 사변 소설은 더 넓은 뜻으로 일군의 장르를 일컫는 것에 가깝게 사용됨으로써 중립적 포괄성을 얻었다. 이제 사변 소설의 의미는 용어 사용자와 문맥에 의존한다. 사용자에 따라 판타지 소설과 전통적인 과학 소설을 모두 포괄하는 이름이 되기도 하고, 허구로 창조된 세계를 사색하는 소설을 부르는 이름이 되기도 한다.

## 장르
넓은 범주의 사변 소설 은 과학소설, 판타지 소설, 대체역사물(과학적이거나 미래적인 요소가 포함되지 않았을 수도 있다), 혹은 보르헤스나 바스의 작품들처럼 환상적 요소가 첨가된 문학들을 포함한다. 어떤 평자들은 마술적 사실주의를 광의의 사변소설로 치기도 한다.

### 판타지
판타지는 보통 SF와 연관되며 다수의 작가들이 두 장르를 오가며 작품을 쓰는데, 매캐프리, 르귄, 브래들리 같은 작가들은 두 인접 장르의 경계를 흐릿하게 만드는 작품들을 썼다. 전미 SF&판타지 작가 연합이 이 분야 작가들의 모임이다. SF 컨벤션은 정기적으로 판타지 관련 주제를 프로그램에 올리며, 롤링 같은 판타지 작가들은 휴고상처럼 SF 분야에서 이름 높은 상을 타기도 했다.
일반적으로 SF는 언젠가 가능할지도 모를 일, 혹은 리얼리즘의 허위를 구현한다는 점에서 판타지와 다르다. 보통 SF에는 결여된 요소인 초자연주의는 판타지의 특성이다. 판타지의 사전적 정의는 "높은 정도의 공상, 혹은 초자연적인 요소로 특징지어지는" 문학이다. 마법(주문, 저주), 마법의 세계(나니아, 오즈, 중간계, 호그와트), 초자연적 생물(마녀, 뱀파이어, 오크, 트롤), 초자연적 운송 수단(하늘을 나는 빗자루, 루비 슬리퍼, 이세계로 통하는 거울), 변신(사람으로 변하는 짐승, 늑대나 곰으로 변하는 인간, 양으로 변하는 사자) 등이 판타지에 나타나는 초자연주의의 예시이다. 이러한 예는 판타지의 주제의 기본을 이룬다.
문학 평론가 프레드릭 제임슨은 SF를 "종교보다는 생산 양식 개념에 의해 결정되는 형식적인 틀"라고 묘사하여 두 장르 간의 차이를 특징지었다. 이는 다시 말해 SF 텍스트가 마법이나 선과 악의 힘보다는 주로 역사적 유물론에 기초한 내적 논리로 경계 짓는다는 것이다. 어떤 서사물은 본질적으로 SF이지만 "판타지 요소"를 품고 있기도 하다. "사이언스 판타지"라는 용어는 때로 이러한 작품들을 가리키는 데 쓰인다.

### 초자연 소설
초자연물은 이야기와 배경상으로 초자연적 현상을 테마로 삼은 픽션이다. 초자연물은 과학적 수단으로 해명되지 않고 일반적으로 마법이나 다른 초자연적 현상을 묘사한다는 점에서 판타지와 가깝게 연관되어 있다. 그러나 판타지와는 달리, 초자연물엔 신화적인 테마가 없다.

### 사이언스 판타지
사이언스 판타지는 SF와 판타지의 요소가 공존하거나 결합된 장르이다. 가상의 과학과 초자연적 요소, 마법, 그리고/혹은 "마법적 기술"을 동시에 드러낸 작품들과 프랜차이즈들이 사이언스 판타지로 여겨진다.

### 기후물
비교적 최근에 등장한 용어로서, 주요 기후 변화에 대한 반응이라는 테마를 기반으로 삼은 작품들을 일컫는다. 영어로 "사이언스 픽션 Science fiction"의 줄임말이 "사이파이 sci-fi"이기 때문에, "기후물 Climate fiction"을 줄여 "클라이파이 Cli-fi"로 불리곤 한다. 기후물 소설과 영화들은 현재나 근미래를 배경으로 삼는 경우가 많지만, 과거를 배경으로 삼을 수도 있다. 세계적인 기후 변화와 지구 온난화로 인해 많은 기후물이 창작됐다.

### 호러
호러물은 비자연적이고 초자연적인 문학으로, 종종 시각적 폭력을 통해 독자의 마음에 불안감과 공포심을 불러일으키려는 목적을 지녔다. 역사적으로는 괴기물이라고도 불렸다. 비록 호러가 그 자체로 SF의 일종은 아니지만, 몇몇 호러 문학은 SF적 요소를 포함한다. 셸리의 소설 《프랑켄슈타인》은 고전적 호러물로서, 최초로 완전하게 실현된 SF이며, 작품 속 괴물의 제작은 엄격하게 SF적인 기반을 지녔다. 포의 작품들 역시 SF와 호러 장르를 정의하는 데 도움을 준다. 오늘날 호러물은 영화 분야에서 가장 인기높은 분야 중 하나이다. 호러물은 도서관이나 서점, 비디오 가게 등에서 SF 항목에 잘못 배치되곤 한다. 예를 들어, 미국의 위성 방송 채널 사이파이는 현재 그 이름과는 달리 대부분 호러 영화를 방영하고 있다.

### 미스터리
과학과 기술이 지배적인 테마이지만 현재의 현실에 기반하고 있을 때, 그 작품은 메인스트림 소설로 여겨진다. 클랜시나 크라이턴의 소설이나 제임스 본드 영화 등의 스릴러가 여기에 포함된다. 보니것, 딕, 렘 등의 모더니즘 작품들은 현대 현실에 대한 사변적이거나 실존주의적인 관점에 집중했으며, SF와 메인스트림의 경계에 서있다. 로버트 J. 소여에 따르면, "SF와 미스터리는 많은 관계가 있다. 둘 다 퍼즐 해결의 지적인 과정을 선사하며, 둘 다 이야기가 실제로 일어날 수도 있는 것처럼 그럴듯하게 아귀가 맞아떨어져야 한다." 아시모프, 월터 모슬리를 비롯한 여러 작가들이 자신들의 SF에 미스터리적 요소를 결합했으며, 그 반대의 경우도 있다.
위와 별개로, 본격적인 SF 미스터리는 우리와는 완전히 다른 세상을 배경으로 삼으며, 범죄의 동기와 상황, 탐정의 정체성 등은 본질적으로 SF적이다. 모범적인 예로 수천년 후의 미래 세계를 배경으로 로봇 탐정 R. 다닐 올리보가 활약하는 아시모프의 《강철 동굴》과 그 후속작들이 있다. 연관된 장르로 마법이 존재하는 세계를 배경으로 삼은 다아시 경 시리즈나 신화적 아서왕의 법정을 배경으로 한 《여왕의 서사시》 과 같은 판타지 미스터리가 있다.

### 슈퍼히어로물
슈퍼히어로물은 일반적인 힘이나 능력보다 훨씬 더 높은 힘을 지닌 존재들이 자연적이거나 강대한 힘이 주는 위협에 맞서 자신들의 선택된 국가나 세계의 시민들을 지키려는 욕망이나 의무를 지니는 것으로 특징지어지는 장르이다. 많은 슈퍼히어로물 캐릭터들이 (고의 또는 실수로 인해) 발전된 기술, 외계, 시간 여행, 성간 여행 등 SF적인 상황에 연관되지만, 과학적 타당성의 기준은 실제 SF보다 낮다. 이 장르의 작가로 (스파이더맨, 판타스틱 포, 엑스맨, 헐크 등의 공동 제작자인) 스탠 리, (마블 코믹스의 블레이드, DC 코믹스의 뉴 틴 타이탄즈 등을 제작한) 마브 울프먼, (스몰빌, 스파이더 맨, 엑스맨 소설을 쓴) 딘 웰시 스미스, 슈퍼맨의 작가 로저 스턴과 엘리엇 S! 매긴 등이 있다.

## 같이 보기
- 뉴 웨이브 (SF)
- 휴고상
- 네뷸러상